# Hydrellia cavator
Hydrellia cavator är en tvåvingeart som beskrevs av Deonier 1971. Hydrellia cavator ingår i släktet Hydrellia och familjen vattenflugor.
Artens utbredningsområde är Florida. Inga underarter finns listade i Catalogue of Life.